# مرچنت آیواری
مرچنت آیواری (انگلیسی: Merchant Ivory) شرکت فیلم‌سازی بریتانیایی است، که در سال ۱۹۶۱ توسط اسماعیل مرچنت و جیمز آیووری تأسیس شد.